# Resonate
Resonate è un album in studio da solista del cantante e bassista britannico Glenn Hughes, pubblicato nel 2016.

## Tracce
Testi e musiche di Glenn Hughes, eccetto dove indicato.
1. Heavy – 3:22
2. My Town – 4:07
3. Flow – 4:37
4. Let It Shine – 4:48
5. Steady – 6:33
6. God of Money – 5:05
7. How Long – 5:59
8. When I Fall – 3:56
9. Landmines – 4:25
10. Stumble & Go – 3:24
11. Long Time Gone – 4:36
12. Nothing's the Same (Gary Moore) (Bonus track CD) – 4:59

## Formazione
- Glenn Hughes – voce, basso, chitarra acustica
- Søren Andersen – chitarra
- Pontus Engborg – batteria (tracce 2-10)
- Chad Smith – batteria (1, 11)
- Lachy Doley – tastiera
- Luis Maldonado – chitarra acustica (12)
- Anna Maldonado – violoncello (12)